# Гала-Ары
Гала́-Ары́ — небольшой остров на реке Анабар. Территориально относится к Якутии, Россия.
Расположен в нижнем течении речки, около места впадения левого притока Конниеса. Остров имеет овальную форму, вытянут с запада на восток. Поверхность равнинная, покрыта песками. На западе остров сообщается с берегом широкой косой, которая в основном затоплена.